# Gaio Fabricio Luscino
Gaio Fabricio Luscino (latino: Caius Fabricius Luscinus; fl. III secolo a.C.) figlio di Gaio; Tito Livio narra che fu il primo appartenente alla gens Fabricia a trasferirsi a Roma da Aletrium.

## Biografia
Console nel 282 a.C., rifiutò per due volte, nel 282 a.C. dai Sanniti, e nel 280 da Pirro, cospicui doni rivolti a corromperlo. 
Fu di nuovo console nel 278 a.C.
Indicato come esempio di austerità e di disprezzo della ricchezza dagli antichi scrittori romani («parvoque potentem / Fabricium», Eneide, VI 843-4), la sua figura viene ripresa come modello di virtù da Dante, che lo ricorda nel De Monarchia come «altum... exemplum avaritiae resistendi» (alto esempio di resistenza all'avidità) e, inoltre, nel XX canto del Purgatorio:
(Divina Commedia, Purgatorio, Canto XX, versi 25-27)
Anche Jean-Jacques Rousseau e, durante la Rivoluzione francese, Robespierre elogiarono l'onestà e la vita frugale di Fabricio.